# Жохово (деревня, Москва)
Жохово (ранее Богородское-Жехово, Новобогородское-Жехово) — деревня в Троицком административном округе Москвы (до 1 июля 2012 года в составе Подольского района Московской области). Входит в состав поселения Клёновское.

## Население
| 1859 | 1890 | 1899 | 1926 | 2002 | 2006 | 2010 |
| ---- | ---- | ---- | ---- | ---- | ---- | ---- |
| 139  | ↘98  | ↗99  | ↗119 | ↘13  | ↘10  | ↗20  |

Согласно Всероссийской переписи, в 2002 году в деревне проживало 13 человек (7 мужчин и 6 женщин). По данным на 2005 год в деревне проживало 10 человек.

## География
Деревня Жохово расположена в юго-восточной части Троицкого административного округа, примерно в 63 км к юго-западу от центра города Москвы, у границы с Подольским районом. В 9 км к северо-западу от деревни проходит Варшавское шоссе, в 10 км к востоку — Симферопольское шоссе М2, в 9 км к северо-востоку — Московское малое кольцо А107, в 2 км к югу — Большое кольцо Московской железной дороги.
К деревне приписано 4 садоводческих товарищества (СНТ). Ближайший населённый пункт — деревня Вяткино. Через деревню Жохово протекает река Трешня, на которой образован пруд.
От деревни Жохово существует автобусное сообщение с Подольском (маршрут № 1033: станция Подольск — Клёново — Чернецкое — Вяткино — Жохово).

## История
По писцовым книгам 1627—1628 гг. пустошь Жохово относилась к Замыцкой волости Московского уезда и находилась в «порозжих землях».
В 1633 году Жохово принадлежало дьяку Потапу Внукову, в 1646 году — его сыну Матвею, а в 1678 году — стольнику Ивану Яковлеву, при котором в 1694 году была построена деревянная церковь во имя Пресвятой Богородицы Смоленская, после чего деревня стала называться селом Богородским, Жохово тож.
В октябре 1812 года деревня была разорена французами, убившими священника Александра Максимова и пономаря Сергея Егорова.
В «Списке населённых мест» 1862 года Ново-Богородское (Жохово, Жехово) — владельческое село 1-го стана Подольского уезда Московской губернии между Московско-Варшавским шоссе и Серпуховским трактом, в 21 версте от уездного города и 11 верстах от становой квартиры, при ручье Нежке и пруде, с 19 дворами, православной церковью и 139 жителями (59 мужчин, 80 женщин).
По данным на 1899 год — село Клёновской волости Подольского уезда с 99 жителями, имелась земская школа.
В 1913 году — 18 дворов, церковно-приходская школа и усадьба Баршевой.
По материалам Всесоюзной переписи населения 1926 года — село Никоновского сельсовета Клёновской волости Подольского уезда в 7,5 км от Варшавского шоссе и 7,5 км от станции Столбовая Курской железной дороги, проживало 119 жителей (54 мужчины, 65 женщин), насчитывалось 23 хозяйства, из которых 22 крестьянских, работала трудовая коммуна.
1929—1963 (до 1954 г. — центр Жоховского сельсовета), 1965—2012 гг. — населённый пункт в составе Подольского района Московской области.
1963—1965 гг. — в составе Ленинского укрупнённого сельского района Московской области.
С 2012 г. — в составе города Москвы.

### Храм Иконы Божией Матери Смоленская
Основан в 1694 году. В 1733—1737 гг. на средства Михаила Афанасьевича Матюшкина была выстроена небольшая каменная церковь.
Закрыта в 1930 году и затем сломана.
Священники:
- Стефан Андреев (ок. 1709-?) - упомянут в 1745. Зять предыдущего
- Максим Михайлов (Смоленский) (ок. 1722-1796 ) — минимум с 1751 года до смерти в 1796 году. Зять предыдущего
- Александр Максимов (Смоленский) (ок. 1770-1812) — сын предыдущего. Убит французами в октябре 1812 года
- Александр Алексеев Соколов (ок. 1786 - ?) — с 1812 до 1850
- Иоанн Михайлов Соловьев — точно в 1853
- Дмитрий Алексеев Поспелов — точно в 1855
- Александр Архангельский — в 1880-е